# フィアット・ツインエアエンジン
フィアットのツインエア（TwinAir）エンジンは、フィアット・パワートレイン・テクノロジーズによって設計された直列2気筒エンジンである。間接噴射によって燃料が吹き付けられ、1基のターボチャージャーで過給される。フィアットの油圧作動可変バルブ機構マルチエア（MultiAir）を使ったSmall Gasoline Engine（SGE）ファミリーの一部として設計された。
ターボチャージャー付きおよび自然吸気仕様が幅広いFCA車に提供された。低減された大きさ、重量、燃費、およびCO2排出量で知られている。
2011年インターナショナル・エンジン・オブ・ザ・イヤー・アウォーズにおいて、875 cc TwinAirが1リットル未満の最優秀エンジン、最優秀新型エンジン、およびインターナショナル・エンジン・オブ・ザ・イヤーを受賞した。Engine Technology Internationalの編集者でインターナショナル・エンジン・オブ・ザ・イヤー・アウォーズの共同委員長であるDena Slavnichは、TwinAirを「史上最高のエンジンの1つ」と呼んだ。

## 開発と発表

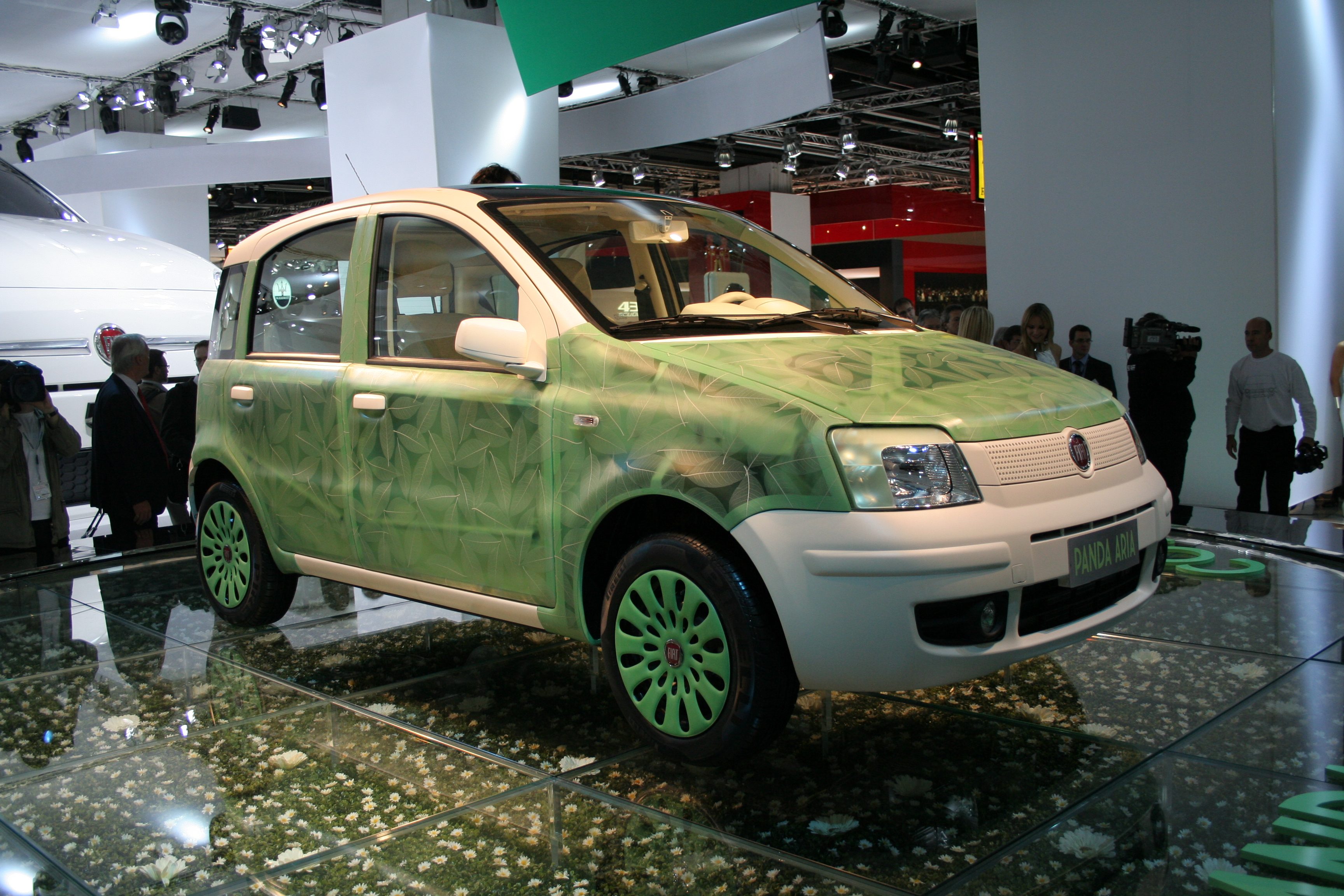
フィアット・パンダ・アリア（IAA 2007）

フィアットのTwinAirはIAA 2007においてコンセプトカーのフィアット・パンダ・アリアで、80 PS (59 kW)、ターボチャージャー付き、CNG-水素混合およびガソリンバイフューエルエジンとしてお披露目された。
このエンジンのブロックは鋳鉄、シリンダーヘッドはアルミニウム製である。冷却方式は水冷式であり、先代のFIREエンジンと比較して、内径が大きくなり、行程が小さくなった。また、ガソリン、CNG、バイフューエルの仕様に絞ったため、フレックス燃料やエタノールに対応していない。オイル系統はウエットサンプである。
量産型TwinAirエンジンは2010年ジュネーヴ国際モーターショーにおいて85 PS (63 kW)、ターボ、ガソリン仕様で発表され、年内にフィアット・500に搭載された。
後に、2012年プントなどその他のFCA車にも搭載された。自然吸気1.0 L 60 PS (44 kW)版は一部市場の2012年フィアット・パンダに搭載された。その他2つの0.9 Lターボチャージャー仕様も同様: 80 PSバイフューエルCNG/ガソリンユニット（パンダ、500L、ランチア・イプシロン）および105 PSユニット（ミト、プント、500L、500）。
2016年以降、FireFlyエンジンが後継となる。

## 搭載車種一覧
- フィアット・500
- フィアット・パンダ
- フィアット・プント
- フィアット・500L
- ランチア・イプシロン
- アルファロメオ・ミト
- クライスラー・200C EV（英語版）（コンセプト）

## 受賞
- Technobest 2010[5]
- Die Besten Autos 2011:[6]
  - Paul Pietsch Prize
- インターナショナル・エンジン・オブ・ザ・イヤー2011:[7]
  - インターナショナル・エンジン・オブ・ザ・イヤー
  - 1リットル未満クラス
  - 最優秀新型エンジン
  - 最優秀グリーンエンジン
- インターナショナル・エンジン・オブ・ザ・イヤー2013:
  - 最優秀グリーンエンジン (TwinAir CNG bifuel)